# Marmaroglypha fasciata
Marmaroglypha fasciata là một loài bọ cánh cứng trong họ Cerambycidae.